# Шенандоа Фармс (Пенсилванија)
Шенандоа Фармс (енгл. Shenandoah Heights) насељено је место без административног статуса у америчкој савезној држави Пенсилванија.

## Демографија
По попису из 2010. године број становника је 1.233, што је 65 (-5,0%) становника мање него 2000. године.
| Група             | 2000.         | 2010.         |
| Белци             | 1.285 (99,0%) | 1.168 (94,7%) |
| Афроамериканци    | 0 (0,0%)      | 12 (1,0%)     |
| Азијати           | 1 (0,1%)      | 1 (0,1%)      |
| Хиспаноамериканци | 9 (0,7%)      | 50 (4,1%)     |
| Укупно            | 1.298         | 1.233         |